# لین می-چون
لین می-چون (انگلیسی: Lin Mei-chun؛ زادهٔ ۱۱ ژانویهٔ ۱۹۷۴) بازیکن فوتبال اهل چین است.
وی همچنین در تیم ملی فوتبال زنان تایوان بازی کرده‌است.